# Karl Göbel
Karl Göbel (20 de janeiro de 1900 - 2 de março de 1945) foi um oficial alemão que serviu no Deutsches Heer durante a Segunda Guerra Mundial. Foi condecorado com a Cruz de Cavaleiro da Cruz de Ferro com Folhas de Carvalho.

## Condecorações
| Cruz de Honra da Guerra Mundial 1914/1918                        |                        |
| Cruz de Ferro (1939) 2ª Classe                                   | 16 de junho de 1940    |
| Cruz de Ferro (1939) 1ª Classe                                   | 3 de agosto de 1941    |
| Distintivo de Feridos (1939) em Preto                            |                        |
| Distintivo de Feridos (1939) em Prata                            |                        |
| Medalha da Frente Oriental                                       |                        |
| Distintivo da infantaria de assalto                              |                        |
| Escudo Kuban                                                     |                        |
| Distintivo de combate fechado em Bronze                          |                        |
| Distintivo de Honra do Exército                                  | 17 de novembro de 1944 |
| Cruz Germânica em Ouro                                           | 24 de maio de 1942     |
| Cruz de Cavaleiro da Cruz de Ferro                               | 10 de setembro de 1942 |
| Cruz de Cavaleiro da Cruz de Ferro com Folhas de Carvalho nº 252 | 8 de junho de 1943     |